# Halo of Flies
«Halo of Flies» es una canción de Alice Cooper tomada del álbum Killer de 1971. El sencillo fue publicado en Holanda solamente, dos años después de que la canción apareciera en el álbum. Alice Cooper argumenta en las líneas del álbum recopilatorio The Definitive Alice Cooper que la canción fue grabada para probar que su banda podía tocar canciones de rock progresivo al estilo King Crimson.

## Lista de canciones del sencillo
1. «Halo of Flies» (Alice Cooper, Glen Buxton, Michael Bruce, Dennis Dunaway, Neal Smith) - 8:22
2. «Under My Wheels» (Michael Bruce, Dennis Dunaway, Bob Ezrin) - 2:51

## Créditos
- Alice Cooper - voz
- Glen Buxton - guitarra
- Michael Bruce - guitarra
- Dennis Dunaway - bajo
- Neal Smith - batería